# WayV
Cette page contient des caractères thaïs. En cas de problème, consultez Aide:Unicode ou testez votre navigateur.
WayV (chinois : 威神V, pinyin : Wēi Shén V) est un boys-band chinois, quatrième sous-unité du boys band sud-coréen NCT. Considérée comme l'unité chinoise de NCT, elle regroupe la plupart des membres de NCT d'origine chinoise. Le groupe est composé originellement de sept membres : Kun, Ten, Winwin, Xiaojun, Hendery, et Yangyang. L'ancien membre, Lucas a quitté le groupe le 10 mai 2023 après un hiatus de deux ans à la suite d'une polémique le concernant.
Annoncée officiellement le 31 décembre 2018, la sous-unité fait ses débuts le 17 janvier 2019 et résulte d'une collaboration entre SM Entertainement et Label V. WayV débute avec la version chinoise de Regular de NCT 127, et l'album single The Vision.
WayV est la seule unité de NCT qui n'a pas 'NCT' dans son nom en raison de restrictions politiques entre la Corée du Sud et la Chine.
Le groupe a remporté les prix du meilleur nouvel artiste asiatique aux Mnet Asian Music Awards 2019 et de l'artiste asiatique favori aux Mnet Asian Music Awards 2020. Le 9 juin 2020, ils ont sorti leur premier album studio Awaken the World avec le single Turn Back Time.
À la suite d'une polémique le concernant et après une pause de ses activités de près de deux ans, SM Entertainement annonce le départ de Lucas du groupe le 10 mai 2023.

## Membres
Adapté depuis le profil du groupe sur le site officiel de SM Entertainment.

### Membres actuels
| Nom de scène | Nom de scène | Nom de naissance            | Nom de naissance | Date de naissance | Nationalité          | Positions                                               |
| Romanisé     | Coréen       | Romanisé                    | chi./thaï        | Date de naissance | Nationalité          | Positions                                               |
| ------------ | ------------ | --------------------------- | ---------------- | ----------------- | -------------------- | ------------------------------------------------------- |
| Kun          | 쿤           | Qian Kun                    | 钱锟             | 1er janvier 1996  | Chinoise             | Leader, chanteur principal et danseur                   |
| Ten          | 텐           | Chittaphon Leechaiyapornkul | ชิตพล ลี้ชัยพรกุล     | 27 février 1996   | Thaïlandaise         | Centre,Rappeur, chanteur principal et danseur principal |
| Winwin       | 윈윈         | Dong Si-cheng               | 董思成           | 28 octobre 1997   | Chinoise             | Rappeur et danseur secondaire                           |
| Xiaojun      | 샤오준       | Xiao De-jun                 | 肖德俊           | 8 août 1999       | Chinoise             | Chanteur principal et danseur                           |
| Hendery      | 헨더리       | Wong Kun-hang               | 黄冠亨           | 28 septembre 1999 | Macanaise            | Rappeur secondaire et danseur                           |
| YangYang     | 양양         | Liu Yang-yang               | 刘扬扬           | 10 octobre 2000   | Taïwanaise/ Allemand | Rappeur principal danseur et maknae                     |

### Anciens membres
| Nom de scène | Nom de scène | Nom de naissance          | Nom de naissance | Date de naissance | Nationalité  | Position                                                |
| Romanisé     | Coréen       | Romanisé                  | chi./thaï        | Date de naissance | Nationalité  | Position                                                |
| ------------ | ------------ | ------------------------- | ---------------- | ----------------- | ------------ | ------------------------------------------------------- |
| Lucas        | 루카스       | Wong Yuk-hei (Xuxi Huang) | 黄旭熙           | 25 janvier 1999   | Hongkongaise | Rappeur secondaire, chanteur, danseur, visuel et centre |

## Discographie

### Singles
- Regular (2019)
- Take Off (2019)
- Moonwalk (2019)
- Love Talk (2019)
- Turn Back Time (2020)
- Bad Alive (Version Anglaise) (2020)
- Kick Back (2021)
- Back To You (2021)
- Low Low (2021)
- Phantom (2022)
- Welcome To My Paradise (2023)
- On My Youth (2023)
- Give Me That (2024)
- Go Higher (2024)
- High Five (2024)
- Frequency (2024)

### OST
- Everytime (2021) (Drama Falling Into Your Smile)

## Tournées
- WayV Fanmeeting Tour "Section#1: We Are Your Vision" (2019)
- WayV - Beyond Live (2020)
- WayV Fanmeeting Tour "Phantom" (2023)

## Filmographie

### Émissions de télé-réalité
| Année | Titre                   | Chaîne        |
| ----- | ----------------------- | ------------- |
| 2019  | Dream Plan (少年威计划) | Youku         |
| 2020  | WayVision               | Seezn, TrueID |
| 2021  | WayVision 2             | Seezn         |

## Récompenses et nominations
| Année | Cérémonie               | Catégorie                         | Résultat | Réf.  |
| ----- | ----------------------- | --------------------------------- | -------- | ----- |
| 2019  | Mnet Asian Music Awards | Meilleur nouvel artiste asiatique | Lauréat  | [ 4 ] |
| 2020  | Mnet Asian Music Awards | Artiste Asiatique Favori          | Lauréat  | [ 3 ] |